# مرجان (سمكة)
المرجان أو الفَرِّيدي القُجاج المبذول ينتمي لفصيلة الأسبور من جنس القجاج.